# Гладиатор II
„Гладиатор II“ (на английски: Gladiator II) е епичен исторически екшън филм от 2024 г. на режисьора Ридли Скот, а сценарият е на Дейвид Скарпа и е продължение на „Гладиатор“ (2000). Във филма участват Пол Мескал, Педро Паскал, Дензъл Уошингтън, Джоузеф Куин, Фред Хечингър, Лиор Диаз, Дерек Джейкъби, Кони Нилсен и Джимон Унсу. Той е продуциран от „Скот Фрий Продъкшънс“, „Ред Уейгън Продъкшънс“, „Паркс+Макдоналд“ и се разпространява от „Парамаунт Пикчърс“. Джейкъби и Нилсен се завръщат с ролите си след първия филм, а Пол Мескал замества Спенсър Трийт Кларк.
Световната премиера се състои в Сидни на 30 октомври 2024 г. Той излиза в Австралия и Нова Зеландия на 14 ноември 2024 г., във Великобритания – на 15 ноември, и в Съединените щати на 22 ноември.

## Сюжет
Луций Вер (Пол Мескал) под името Ханон е бивш римски гражданин и понастоящем един от пълководците на Нумидия. Царството е нападнато от римски легиони начело с генерал Акаций (Педро Паскал). Битката е спечелена от римляните като Луций е взет в плен, а неговата жена Аришат е убита. В Рим Луций става роб на Макрин (Дензъл Уошингтън), който го използва в гладиаторски борби. Луций се доказва като много силен гладиатор и славата му достига до самите императори – Гета и Каракала. Целта на Луций обаче е да убие генерал Акаций като възмездие за смъртта на съпругата си Аришат.
Впоследствие жената на Акаций Луцила (Кони Нилсен) – дъщеря на Марк Аврелий и сестра на Комод – разбира, че Луций е синът ѝ от предишния ѝ мъж Максим (Ръсел Кроу от "Гладиатор"), който тя е изпратила в изгнание с цел да го защити. Тя съобщава това на Луций, а същевременно Макрин се опитва да използва Луций с цел да овладее империята и да детронира Гета и Каракала.

## Актьорски състав
- Пол Мескал – Луций Аврелий Вер (Ханон)[4]
- Дензъл Уошингтън – Макрин[5]
- Кони Нилсен – Луцила, майка на Луций Вер.
- Дерек Джейкъби – Сенатор Гракх
- Джимон Унсу – Юба, бивш гладиатор
- Джоузеф Куин – император Каракала
- Фред Хечингър – император Гета
- Педро Паскал – генерал Марк Юст Акаций[6]
- Мей Каламауи
- Лиор Раз
- Питър Менса
- Мат Лукас

## В България
В България филмът излиза по кината на 15 ноември 2024 г. в разпространение от „Форум Филм България“.